# Ra Kyung-min
Ra Kyung-min (koreanisch 나경민; * 25. November 1976 in Seoul) ist eine Badmintonspielerin aus Südkorea.
1998 gewann Ra Kyung-min drei Titel bei den Swedish Open.
Ra und Lee Kyung-won gewannen das Damendoppel der Swiss Open 2001 und verteidigten diesen Titel 2002 erfolgreich. In diesem Jahr wurde sie zusammen mit ihrem Mixedpartner Kim Dong-moon wieder Champion der Swiss Open.
2003 gewann Ra das Damendoppel der German Open zusammen mit Lee Kyung-won. Außerdem wurde sie bei dieser Veranstaltung noch Sieger im Mixed zusammen mit Kim Dong-moon. 2004 wurde Ra zusammen mit ihrem Partner Kim Dong-moon Sieger im Mixed der Swiss Open.
Ra nahm für Korea im Badminton bei Olympia 2004 im Damendoppel mit ihrer Partnerin Lee Kyung-won teil. Sie hatten in der ersten Runde ein Freilos und in der zweiten Runde schlugen sie Pernille Harder und Mette Schjoldager aus Dänemark. Im Viertelfinale bezwangen Ra und Lee Lotte Bruil und Mia Audina aus den Niederlanden mit 15:5, 15:2. Sie verloren das Halbfinale gegen Zhang Jiewen und Yang Wei aus China mit 15:6, 15:4, aber gewannen das Match um Rang 3 gegen Zhao Tingting und Wei Yili, auch aus China, mit 10:15, 15:9, 15:7, um die Bronzemedaille zu gewinnen.
Ra nahm auch im Mixed-Wettbewerb mit ihrem Partner Kim Dong-moon teil. In der ersten Runde hatten sie ein Freilos und bezwangen Chris Bruil und Lotte Bruil aus den Niederlanden in der zweiten. Im Viertelfinale unterlagen Ra und Kim gegen Jonas Rasmussen und Rikke Olsen aus Dänemark mit 17:14, 15:8.